# Serrasalmo
Serrasalmo en un género de peces de la familia Characidae.

## Especies
- Serrasalmo emarginatus (Jardine, 1841)
- Serrasalmo scotopterus (Jardine a Schomburgk, 1841)
- Serrasalmo stagnatilis (Jardine & Schomburgk in Schomburgk, 1841)
- Serrasalmo undulatus (Jardine a Schomburgk, 1841)[3][4][5][1]